# Bourguignons
För det politiska partiet i Frankrike under 1400-talet, se Bourguignons (parti).
Bourguignons är en kommun i departementet Aube i regionen Grand Est (tidigare regionen Champagne-Ardenne) i nordöstra Frankrike. Kommunen ligger  i kantonen Bar-sur-Seine som ligger i arrondissementet Troyes. År 2022 hade Bourguignons 252 invånare.

## Befolkningsutveckling
Antalet invånare i kommunen Bourguignons
Referens: INSEE